# Ammodytoides kimurai
Ammodytoides kimurai är en fiskart som beskrevs av Hitoshi Ida och Randall, 1993. Ammodytoides kimurai ingår i släktet Ammodytoides och familjen tobisfiskar. Inga underarter finns listade i Catalogue of Life.